# 平橋区
平橋区（へいきょう-く）は中華人民共和国河南省信陽市に位置する市轄区。

## 行政区画
- 街道:羊山街道、前進街道、南京路街道、平橋街道、甘岸街道、五里店街道、平西街道、平東街道、震雷山街道、竜飛山街道
- 鎮:明港鎮、五里鎮、邢集鎮、平昌鎮、洋河鎮、肖王鎮
- 郷:竜井郷、胡店郷、彭家湾郷、長台郷、肖店郷、王崗郷、高粱店郷、査山郷